# Deanna Casaluce
Deanna Casaluce est une actrice canadienne née le 7 février 1986 à Mississauga, Canada.

## Biographie
Elle est connue pour son rôle régulier d'Alex Nuñez dans Degrassi depuis les 5e et 6e saisons. Elle a obtenu un rôle récurrent dans la série dès les 3e et 4e saisons.